# Троянда, що виросла з бетону
Троянда, що виросла з бетону (англ. «The Rose That Grew from Concrete») − збірка поезій, написаних Тупаком Шакуром у період між 1989 та 1991, видана MTV Books. Авторка передмови: його матір Афені Шакур, переднього слова: Ніккі Джованні, а вступу: його менеджер Лейла Стейнберг.
У 2000 випустили CD The Rose That Grew from Concrete, у 2005 — сиквел The Rose, Vol. 2. Польське видання книги вийшло 1 січня 2000 у видавництві Kagra Krzysztof Grausz. Перекладач: Ганна Мільчарек.

## Зміст
- Acknowledgments
- Preface (Афені Шакур)
- Foreword: Tupac, C U in Heaven (Ніккі Джованні)
- Introduction (Лейла Стейнберг)

«The Rose That Grew from Concrete»
- «The Rose That Grew from Concrete»
- «In the Depths of Solitude»
- «Sometimes I Cry»
- «Under the Skies Above»
- «Life Through My Eyes»
- «When Ure Heart Turns Cold»
- «Untitled»
- «The Eternal Lament»
- «Only 4 the Righteous»
- «What of Fame?»
- «The Shining Star Within!»
- «Starry Night»
- «If I Fail»
- «What Is It That I Search 4»
- «The Fear in the Heart of a Man»
- «God»

«Nothing Can Come Between Us»
- «Nothing Can Come Between Us»
- «My Dearest One!!»
- «If There Be Pain…»
- «Things That Make Hearts Break»
- «Black Woman»
- «And Still I Love U»
- «The Mutual Heartache?»
- «1st Impressions»
- «A Love Unspoken»
- «Forever and Today»
- «When I Do Kiss U»
- «Carmencita of the Bronx!»
- «Untitled»
- «Love Is Just Complicated»
- «Elizabeth»
- «I Know My Heart Has Lied Before»
- «From First Glance»
- «1 for April»
- «Wife 4 Life»
- «Tears from a Star»
- «March 1st — The Day After April»
- «Why Must U Be Unfaithful»
- «The Power of a Smile»
- «Genesis (The Rebirth of My Heart)»
- «Love Within a Storm»
- «What Can I Offer Her?»
- «Jada»
- «The Tears in Cupid's Eyes»
- «Cupid's Smile II»
- «What I See!»
- «In the Midst of Passion»
- «2 People with 1 Wish»
- «Hours Pass By»

«Just a Breath of Freedom»
- «Just a Breath of Freedom»
- «For Mrs. Hawkins»
- «The Sun and the Moon»
- «Fallen Star»
- «Government Assistance or My Soul»
- «Family Tree»
- «Or My Soul»
- «When Your Hero Falls»
- «Untitled»
- «U R Ripping Us Apart!!!»
- «A River That Flows Forever»
- «Can U C the Pride in the Panther»
- «Tears of a Teenage Mother»
- «Where There Is a Will…»

«Liberty Needs Glasses»
- «Liberty Needs Glasses»
- «How Can We Be Free»
- «The Promise»
- «And 2morrow»
- «No-Win»
- «The Unanswerable?»
- «Nightmares»
- «So I Say GOODBYE»
- «In the Event of My Demise»[2]